# هالة جربوع
هالة يلدا جربوع (بالإنجليزية: Hala Yalda Jarbou)‏ هي قاضية أمريكية من أصل عراقي كلداني ولدت في سنة 1974 في بلدة تلكيف في العراق. عينها الرئيس الأمريكي السابق دونالد ترامب كرئيسة إتحادية لقضاة غرب ميشيغان.

## أنظر أيضا
- ألينا حبة